# Exaltação
Exaltação, é uma crença entre membros da Igreja de Jesus Cristo dos Últimos Dias, em que a humanidade, pode voltar a viver na presença de Deus, e continuar como famílias eternamente.